# هانوی
هانوی (به ویتنامی: Hà Nội)
، (به چینی: 河内) پایتخت کشور ویتنام و دومین شهر بزرگ ویتنام، از ۱۲ ناحیه شهری، ۱ شهر در سطح منطقه و ۱۷ منطقه روستایی تشکیل شده‌است. هانوی در دلتای رودخانه سرخ واقع شده‌است و مرکز فرهنگی و سیاسی ویتنام است.
هانوی میزبان موسسات آموزشی معتبر و مکان‌های فرهنگی مهم، از جمله دانشگاه ملی ویتنام، استادیوم ملی غذای من، و موزه ملی هنرهای زیبای ویتنام است. از جمله دستاوردهای آن، این است که یک سایت میراث جهانی یونسکو - بخش مرکزی قلعه امپراتوری تانگ لانگ، اولین بار در سال ۱۰۱۱ پس از میلاد ساخته شد. هانوی تنها منطقه آسیا-اقیانوسیه بود که در ۱۶ ژوئیه ۱۹۹۹ توسط یونسکو عنوان «شهری برای صلح» را دریافت کرد و به کمک آن در مبارزه برای صلح، تلاش‌هایش برای ترویج برابری در جامعه، حفاظت از محیط زیست، ترویج فرهنگ به رسمیت شناخته شد. و آموزش و مراقبت از نسل جوان. هانوی در ۳۱ اکتبر ۲۰۱۹ به مناسبت روز جهانی شهرها به شبکه شهرهای خلاق یونسکو به‌عنوان شهر طراحی پیوست. این شهر همچنین میزبان رویدادهای بین‌المللی متعددی بوده‌است، از جمله سازمان همکاری‌های اقتصادی آسیا–پاسفیک ویتنام ۲۰۰۶، ۱۳۲امین مجمع اتحادیه بین المجالس (IPU-132)، اجلاس سران هانوی کره شمالی-ایالات متحده در سال ۲۰۱۹، و همچنین بازی‌های آسیای جنوب شرقی ۲۰۰۳، بازی‌های داخل سالن آسیا ۲۰۰۹ و بازی‌های آسیای جنوب شرقی ۲۰۲۱.

### جمعیت
کلانشهر هانوی در سال ۲۰۰۹ میلادی حدود ۶٫۵ میلیون نفر جمعیت داشت که از این تعداد ۲٫۶ میلیون نفر آن در محدوده شهری هانوی ساکن بودند.

## نگارخانه

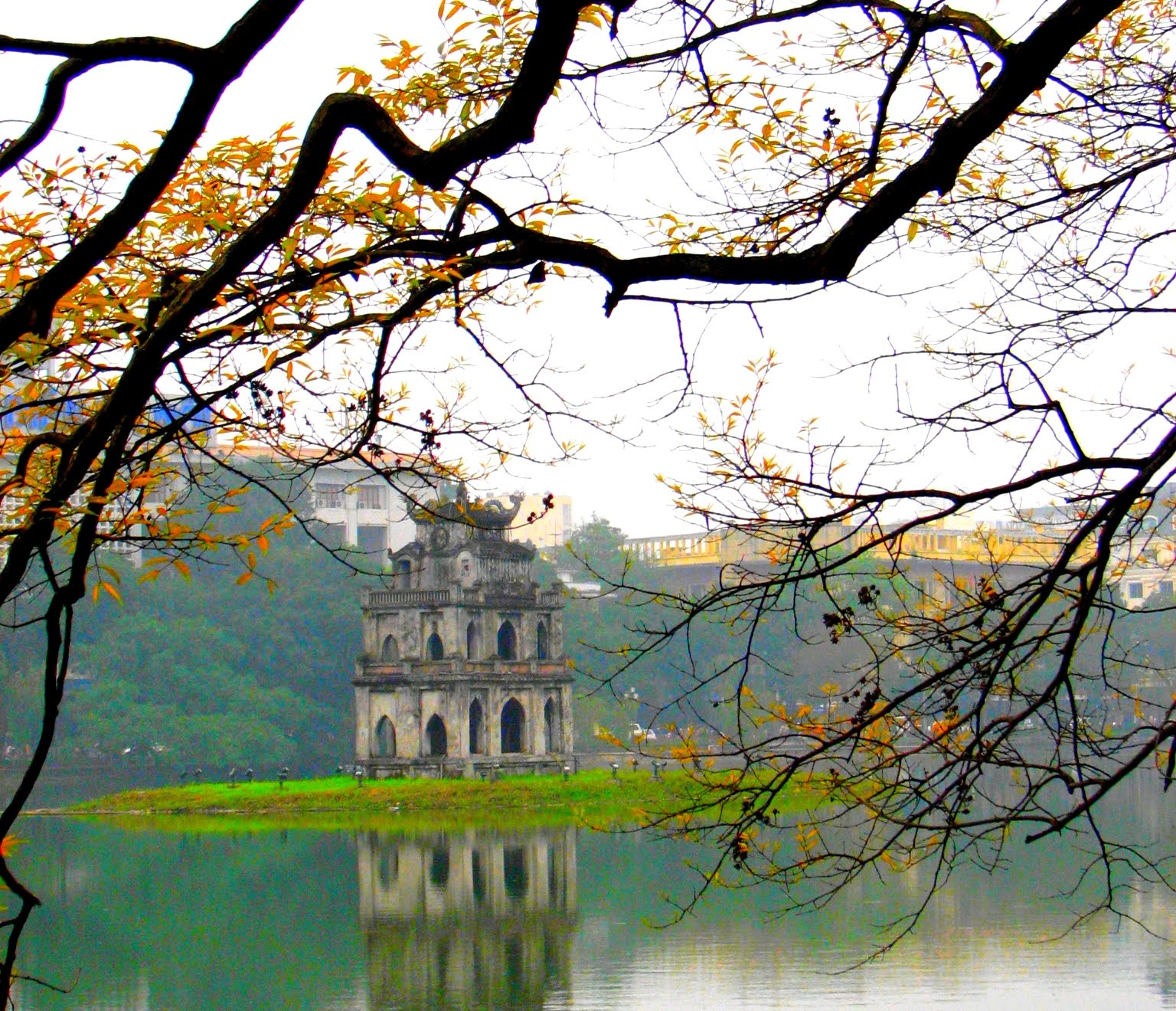
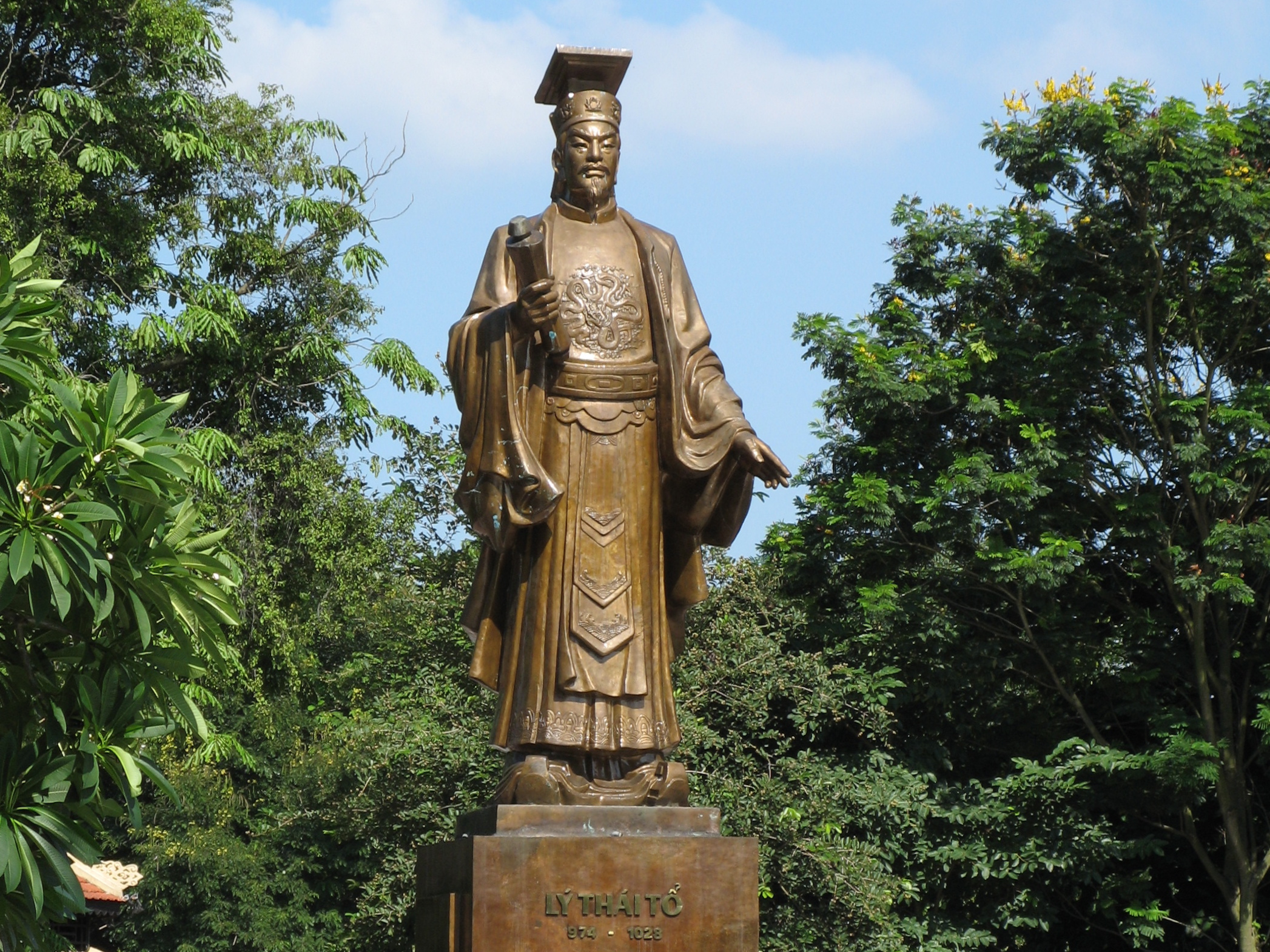

## فهرست جاذبه‌های گردشگری[۱]
- ارگ سلطنتی تانگ لانگ
- نمایش عروسکی آبیِ تانگ لانگ
- دریاچه هوآن کیِم
- بازار دونگ ژوان
- محله قدیمی هانوی
- پارک ملی با وی
- خانه اوپرای هانوی
- معبد ادبیات
- کلیسای سنت جوزف
- موزه قوم‌شناسی
- زندان هوآ لو
- موزه نظامی ویتنام